# Carlo Sigismondo Capece
Carlo Sigismondo Capece (* 21. Juni 1652 in Rom; † 12. März 1728 in Polistena, Kalabrien) war ein italienischer Librettist und Theaterschriftsteller. Er zählt zu den bedeutendsten Literaten, die an der Wende zum 18. Jahrhundert in Rom wirkten.
Capece zog mit seinen Eltern nach Madrid, wo er Philosophie studierte. In Valencia nahm er ein Studium der Rechte auf, zurück in Rom promovierte er in kanonischem und zivilem Recht. Er arbeitete als Anwalt und wurde als Diplomat an den französischen Hof gesandt. Ab 1704 war Sekretär der polnischen Ex-Königin Maria Casimira, die sich 1699 in Rom niederließ.
Capece schrieb zahlreiche Bühnenstücke, davon etwa 40 für das Musiktheater. Es befinden sich darunter Libretti für Alessandro und Domenico Scarlatti sowie für Georg Friedrich Händel (Oratorium La Resurrezione).
Sein letztes Werk für das Musiktheater ist der Telemaco. Ab 1719 schrieb er 18 Komödien, in denen Pulcinella als Hauptfigur auftritt.